# Скалатская городская община
Скалатская городская община (укр. Скалатська міська громада) — территориальная община в Тернопольском районе Тернопольской области Украины.
Административный центр — город Скалат.
Население составляет 13517 человека. Площадь — 225,6 км².
В соответствии с распоряжением Кабинета Министров Украины от 12 июня 2020 года, в состав общины вошла территория Скалатского, Городницкого, Зарубинецкого, Колодиевского, Кривенского, Магдалёвского, Новосёлковского, Остапьевского, Подольского и Староскалатского сельских советов упразднённого Подволочисского района.

## Населённые пункты
В состав общины входят 1 город и 15 сёл:
- Город Скалат
- Городницкий старостинский округ:
  - Городница
- Зарубинецкий старостинский округ:
  - Зарубинцы
- Колодиевский старостинский округ:
  - Колодиевка
  - Панасовка
- Кривенский старостинский округ:
  - Кривое
  - Поплавы
- Магдаловский старостинский округ:
  - Магдалевка
  - Мытница
  - Теклевка
- Новосёлковский старостинский округ:
  - Новосёлка
- Остапьевский старостинский округ:
  - Остапье
- Подольский старостинский округ:
  - Подолье
  - Хоптянка
- Полупановский старостинский округ:
  - Полупановка
- Староскалатский старостинский округ:
  - Старый Скалат